# Royal Golden Eagle
Royal Golden Eagle International (RGE, precedentemente Raja Garuda Mas) è uno dei più grandi gruppi industriali di risorse nel Pacifico asiatico nel settore energetico, edile della produzione di olio di palma e di carta. Di proprietà dell'imprenditore indonesiano Sukanto Tanoto, il gruppo dà lavoro a 60.000 persone nel mondo con beni del valore di oltre 18 miliardi di dollari Tanoto, con un valore netto di 2,3 miliardi di dollari statunitensi (Novembre 2013), è uno degli uomini più ricchi d'Indonesia..

## Struttura
- Asia Pacific Resources International Holdings Limited (APRIL)
- Asia Symbol
- Asian Agri
- Apical Group Limited
- Bracell Limited
- Sateri
- Pacific Oil & Gas

## Controversie
- Evasione delle tasse tra il 2002 ed il 2005
- Controversia con Deutsche Bank
- Panama Papers del 2017